# Achilleion (Korfu)

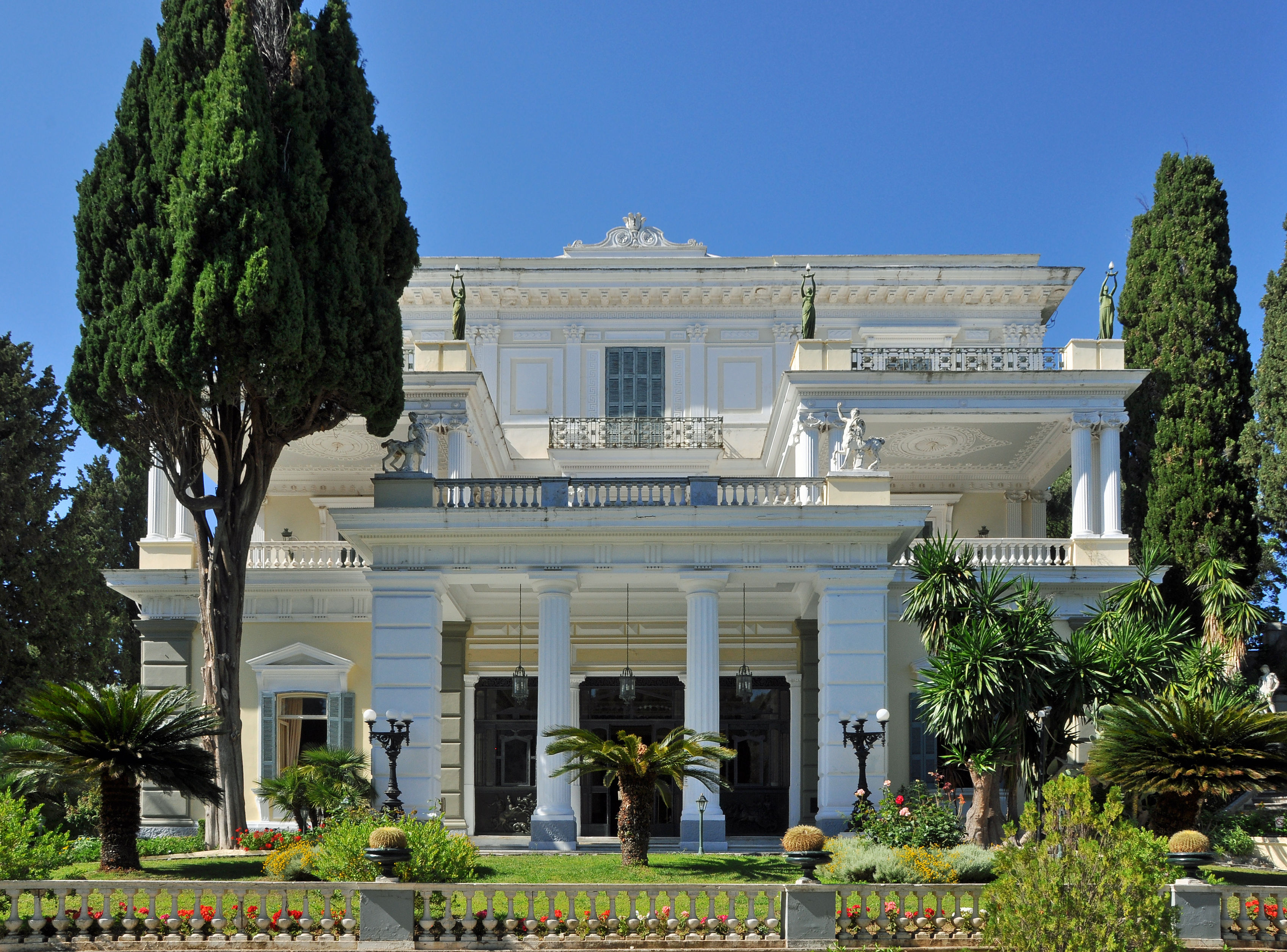
Das Achilleion

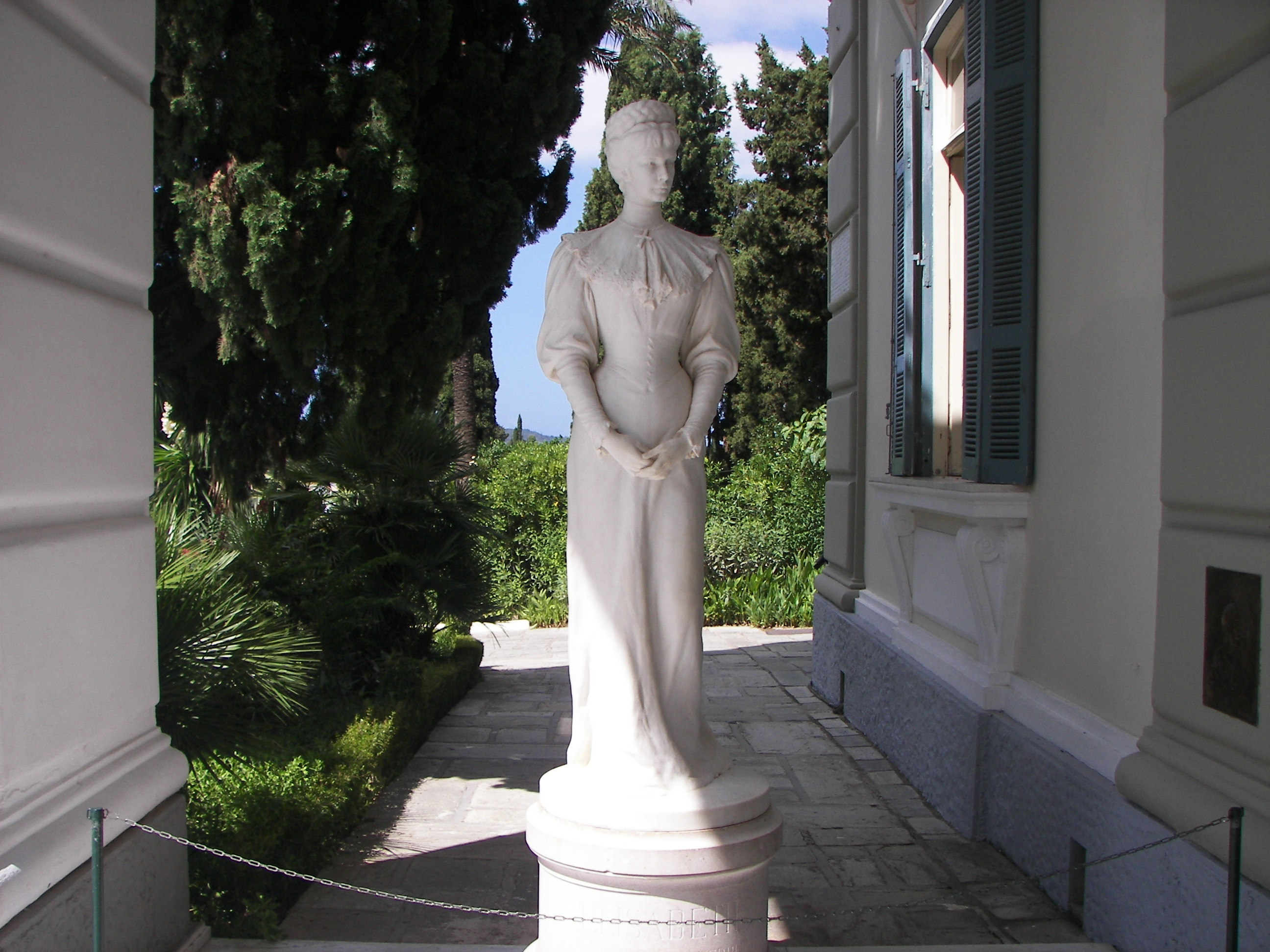
Der heutige Standort der Statue der Kaiserin Elisabeth vor dem Eingang

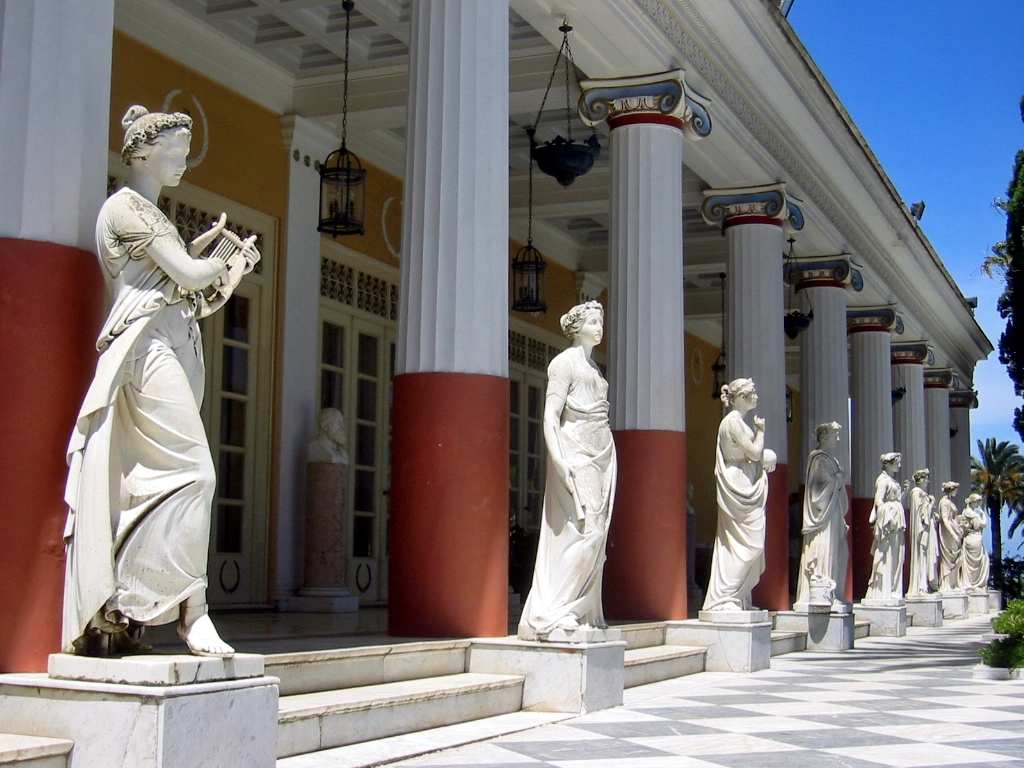
Die neun Musen der griechischen Mythologie auf der Terrasse des Achilleion

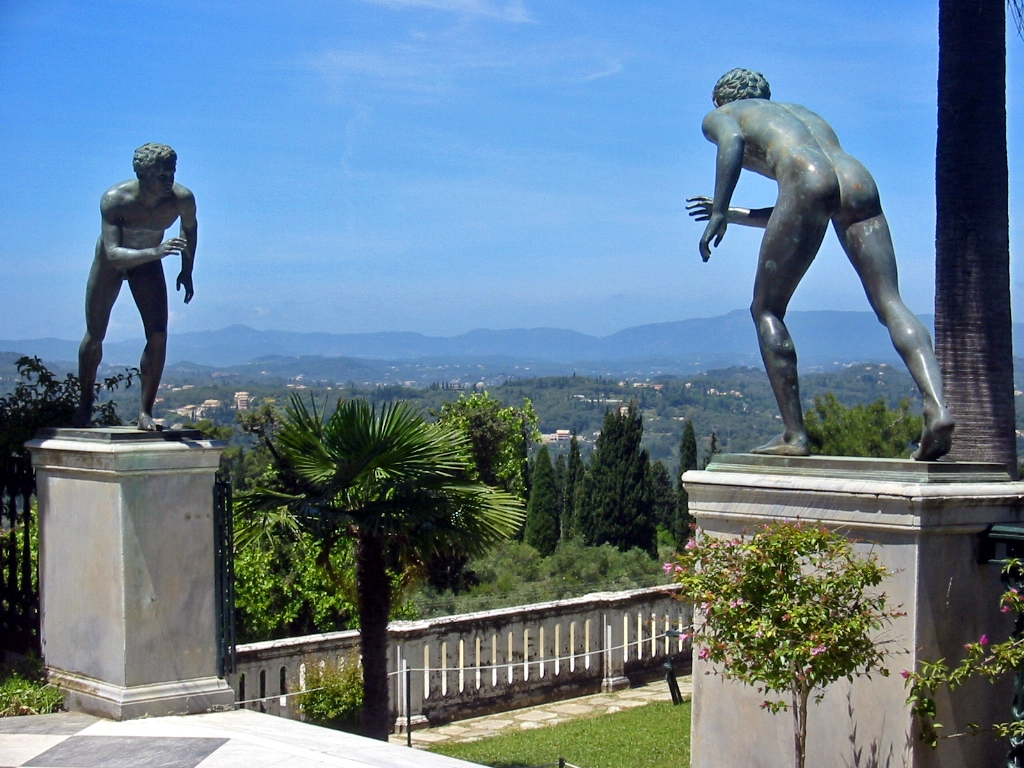
Blick vom Garten des Achilleion in Richtung Korfu

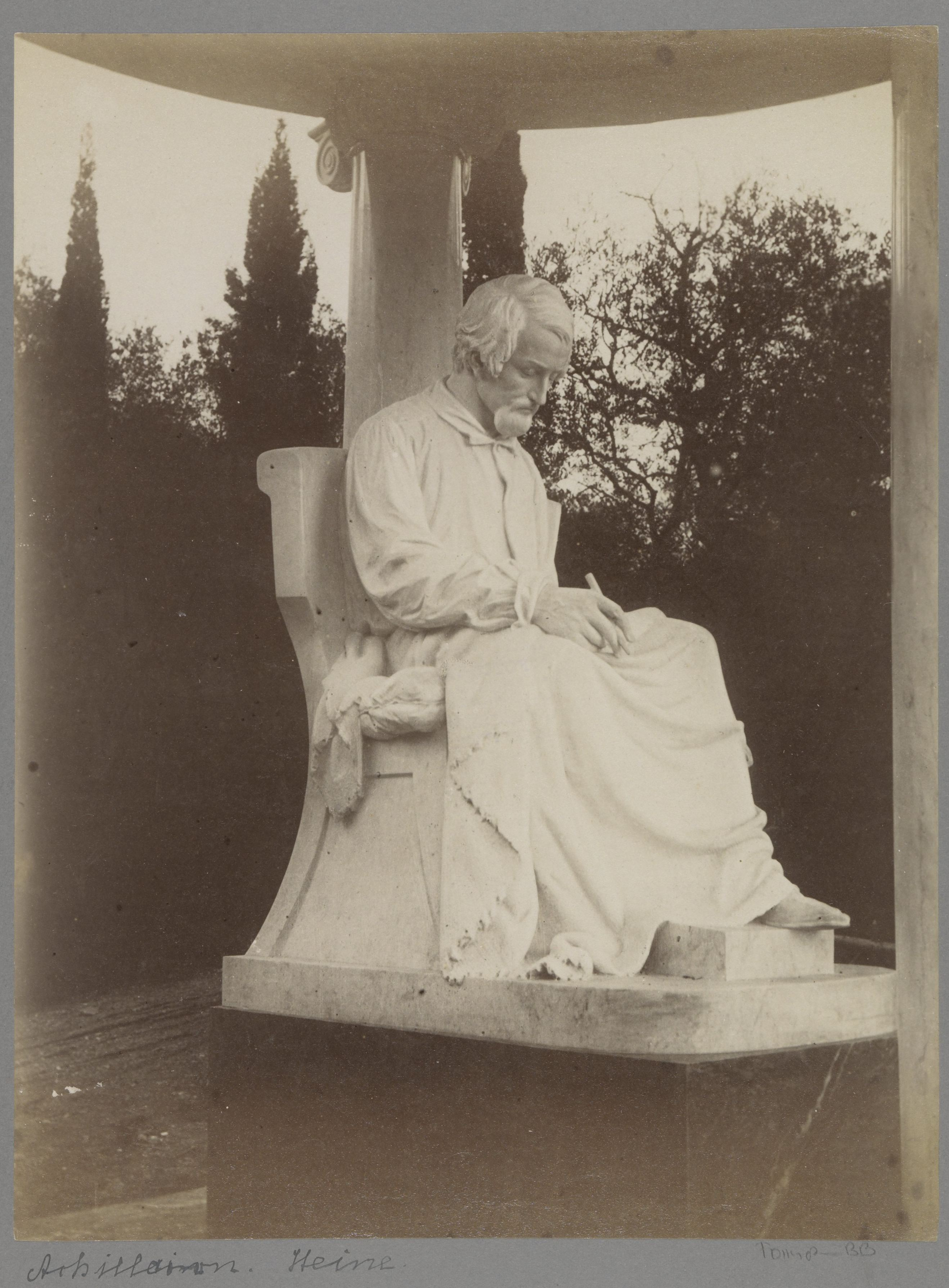
Heinrich Heine, 1873 von Louis Hasselriis

Das Achilleion ist ein Palast auf Korfu bei Gastouri, etwa sieben Kilometer südlich der Stadt Korfu, den die österreichische Kaiserin Elisabeth (Sisi) in den Jahren 1890–1892 erbauen ließ.

## Geschichte
Das Achilleion wurde auf dem Grundstück des bekannten Korfioten Petros Brailas-Armenis, eines Freundes Elisabeths, nach seinem Tod errichtet. Benannt wurde es nach Achilleus, den Elisabeth wegen seiner Kraft bewunderte.
Der Vorgängerbau war eine baufällige Villa, die im Besitz eines Herrn Tagliavacca war, der ein naher Verwandter der Familie Braila gewesen ist. Elisabeths Reisebegleiter Alexander Freiherr von Warsberg beschrieb das Areal mit der alten Villa Braila in seinem Buch Odysseeische Landschaften, das 1878 erschien, so eindrucksvoll, dass Elisabeth, nachdem sie sein Werk gelesen hatte, unverzüglich dieses alte Haus erwerben wollte. Elisabeth betrachtete die Insel Korfu als ihre neue, künftige Heimat und sagte darüber: Korfu ist ein idealer Aufenthalt; Klima, Spaziergänge im endlosen Olivenschatten, gute Fahrwege und die herrliche Meeresluft, dazu den prachtvollen Mondenschein. Die alte Villa hatte Elisabeth während ihres zweimonatigen Aufenthaltes im Jahr 1888 eingerichtet und bewohnt, jedoch konnte das Grundstück von Kaiser Franz Joseph erst 1889 erworben werden. Warsberg war seinerzeit auch Experte der griechisch-antiken Kultur und Elisabeth beauftragte ihn mit der Planung eines neuen Palastes im Stile der griechischen Architektur. Elisabeth sagte nach dem Bau des neuen Achilleion angeblich: Ich habe die alte Wehmut zerstört. Eigentlich bereue ich es jetzt. Unsere Träume sind schöner, wenn wir sie nicht verwirklichen.

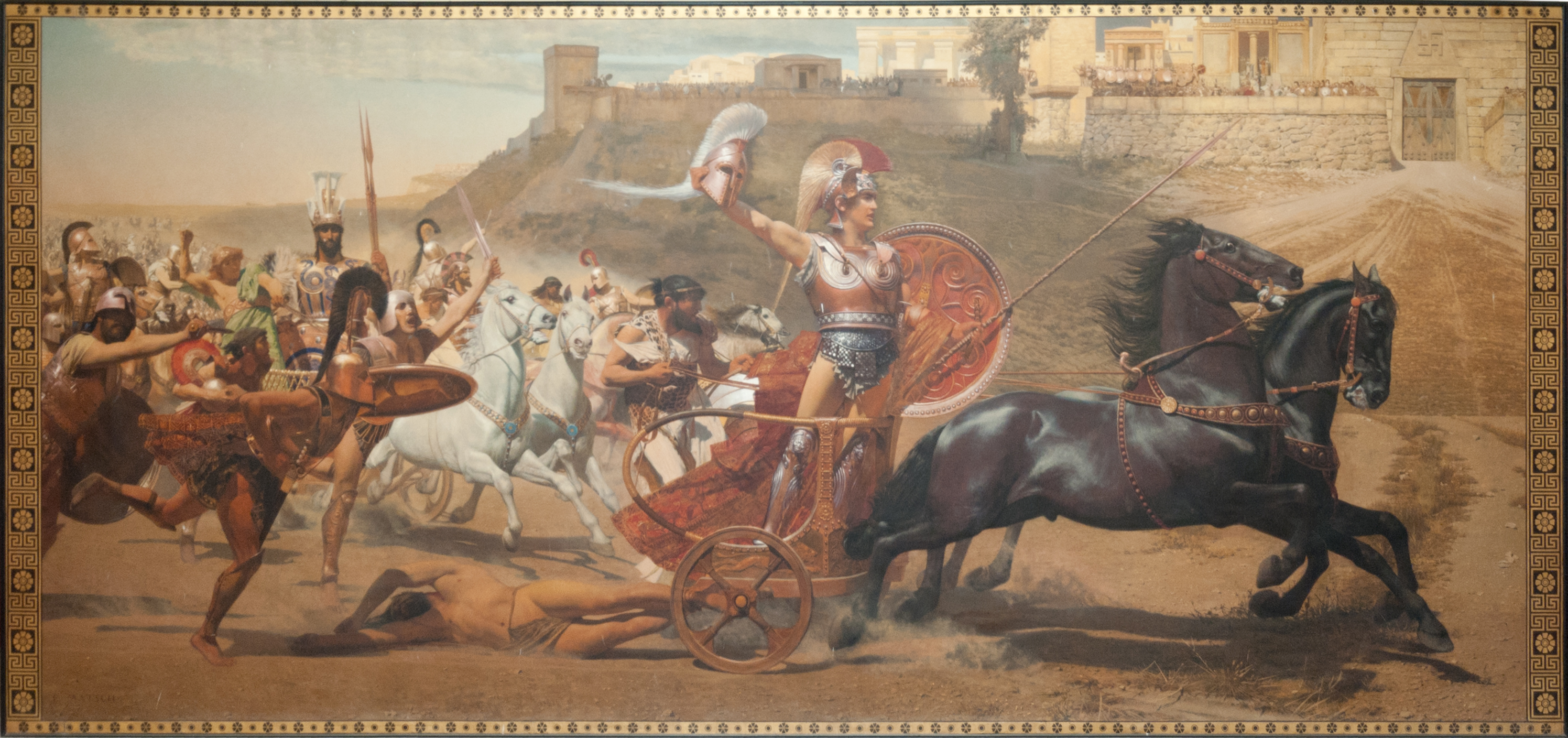
Franz Matsch: Triumph des Achilles, Fresko, 1892–1894

Anfangs setzte sich Elisabeth mit Theophil Hansen in Verbindung, um den Palast zu entwerfen. Nach ersten Zeichnungen Hansens entschied sie sich aus unbekannten Gründen für Raffaele Carito (und Antonio Landi) aus Neapel. Carito stellte die Entwürfe bis 1889 fertig. Im Schlosspark ließ sie die 1884 von Ernst Herter geschaffene Marmorskulptur Sterbender Achill aufstellen. Die Einrichtung sowie der pompejische Baustil thematisieren die griechische Mythologie. Im Obergeschoss des Treppenhauses, von der Terrasse aus durch ein Fenster sichtbar, befindet sich ein großes Fresko des österreichischen Malers Franz Matsch aus dem Jahr 1892. Es zeigt den siegreichen Achilleus, wie er, auf einem Streitwagen stehend, den besiegten Hektor vor den Toren von Troja schleift. 1894 ließ die Kaiserin in ihrem Park auch ein Denkmal für ihren verstorbenen Sohn Kronprinz Rudolf vom italienischen Steinmetz Antonio Chiattone errichten, von dem sie bereits die Figur der „Melancholie“ erworben hatte und in ihrem Schlafzimmer in der Hermesvilla aufstellen ließ. Noch vor ihrem Tod ließ sie die Skulptur, die Rudolf in einem Medaillon zeigte, nach Mayerling bringen.
Ihren griechischen Vorlesern Constantin Christomanos, Frederic Barker, Konstantin Manos, Alexis Pallis und Marinos Marinakis zeigte Elisabeth voll Stolz die Räumlichkeiten und den Park. Konstantin Christomanos veröffentlichte dazu 1896 den Bildband Das Achilles-Schloss auf Corfu, der einen guten Eindruck von der originalen Ausstattung und Einrichtung im Achilleion wiedergibt.
Bis 1896 besuchte Elisabeth das Achilleion immer wieder. Gegenüber ihrem Vorleser Marinos Marinakis erwähnte Elisabeth, dass ihr das Klima auf Korfu nicht mehr zusage und sie den Bau des Palastes bereue. Ihre beiden Kinder Gisela und Marie-Valerie waren nur einmal dort; ihr Gatte Kaiser Franz Joseph hat es nie besucht. Elisabeth ließ sich einen Teil der Lebensmittel von Hoflieferanten aus Wien mit dem österreichischen Lloyd bringen, bei den Weinen bevorzugte sie hingegen stets griechische. Die letzte Hofdame der Kaiserin, Gräfin Irma Sztáray, berichtet in ihren Memoiren von geselligen Abendessen auf Achilleion, bei denen Elisabeth eine wunderbare Gastgeberin gewesen sei.
Schon 1896 setzte die Kaiserin ihren Vorleser und Vertrauten Frederic Barker schriftlich als ihren Vermittler für den Verkauf des Achilleions ein. Der Kaiser erwähnt in diesem Zusammenhang in einem Brief an seine Frau auch den Besuch des amerikanischen Gesandten, doch ein Käufer konnte nicht gefunden werden. Ein Schreiben an das Obersthofmeisteramt belegt die „Demontierung“ des Schlosses 1897. In einigen Zeitungen wurden auch politische Gründe wie die Kriegsgefahr zwischen Griechenland und dem Osmanischen Reich als Grund für Elisabeths Rückzug aus Korfu genannt.
Das Mobiliar des Achilleion wurde zum Teil später zurück nach Österreich geschafft, um dort „korfiotische Zimmer“ einzurichten, ebenso Tafelgeschirr, Bestecke und Gemälde. Diese Gegenstände wurden von den Erben später großenteils verkauft.
Kaiser Wilhelm II., der schon immer Interesse an diesem Objekt bekundet hatte und 1905 die griechische Königsfamilie auf Mon Repos (deren Sommerresidenz auf Korfu) besuchte, kaufte es schließlich im Jahr 1907 von den Erben. Der Kaiser ließ 1908 über den deutschen Botschafter in Athen den dort ansässigen deutschstämmigen Architekten Ernst Ziller beauftragen, Pläne und Kostenaufstellungen zur Reparatur und Renovierung des bestehenden Palastes zu erstellen sowie Pläne für einen neuen 40-Zimmer-Palast auf dem Gelände, das neben dem Schloss in einer Talmulde gelegene Kavalierhaus, zu entwerfen. An den Baumaßnahmen soll nach anderer Quelle aber auch der ursprüngliche Architekt des Schlosses, Raffaele Carito, beteiligt gewesen sein.
Der früher vorwiegend privat genutzte Palast wurde in ein diplomatisches Zentrum umfunktioniert. Die Einrichtungsgegenstände Elisabeths wurden zum großen Teil durch Einrichtungsgegenstände aus Berlin ersetzt. Der Potsdamer Bildhauer Johannes Götz wurde damit beauftragt, einen riesenhaften zweiten männlich-heroischen und vor allem „siegreichen Achilles“ mit Schild und Speer zu schaffen und ihn gegen Elisabeths „sterbenden Achill“ zu setzen. Er ließ den „sterbenden Achill“ von seinem Hauptplatz im Garten einige Meter nach hinten versetzen und platzierte dafür den siegreichen Achill an dieser Stelle. Helm und Speerspitze waren mit Gold überzogen und bei klarem Wetter bis zum Hauptort Kerkyra sichtbar. Mittlerweile ist das aufgetragene Gold verwittert und nicht mehr erkennbar. Beide Statuen sind bis heute im Garten des Achilleion zu bewundern. Eine von Elisabeth aufgestellte Skulptur des Dichters Heinrich Heine, 1873 geschaffen vom dänischen Bildhauer Louis Hasselriis, ließ der Kaiser entfernen (sie steht seit 1939 in Toulon) und durch eine Skulptur von Elisabeth ersetzen.
Der Garten erstreckt sich den Hügel hinunter bis an die Küstenstraße zwischen Korfu-Stadt und Moraitika. Für den Garten war der Botaniker Carl Ludwig Sprenger (1846–1917) zuständig, er wurde 1914 von serbischen Soldaten gefangen genommen, die das Anwesen in den Kriegswirren besetzt hatten, wurde aber nach einer Intervention des korfiotischen Präfekten wieder freigelassen. Nach Sprengers Tätigkeit sind die Arten Yucca aloifolia und Yucca elephantipes in großer Zahl auf der Insel verwildert und erinnern an die Person, auf die 122 Yucca-Hybride zurückgehen.

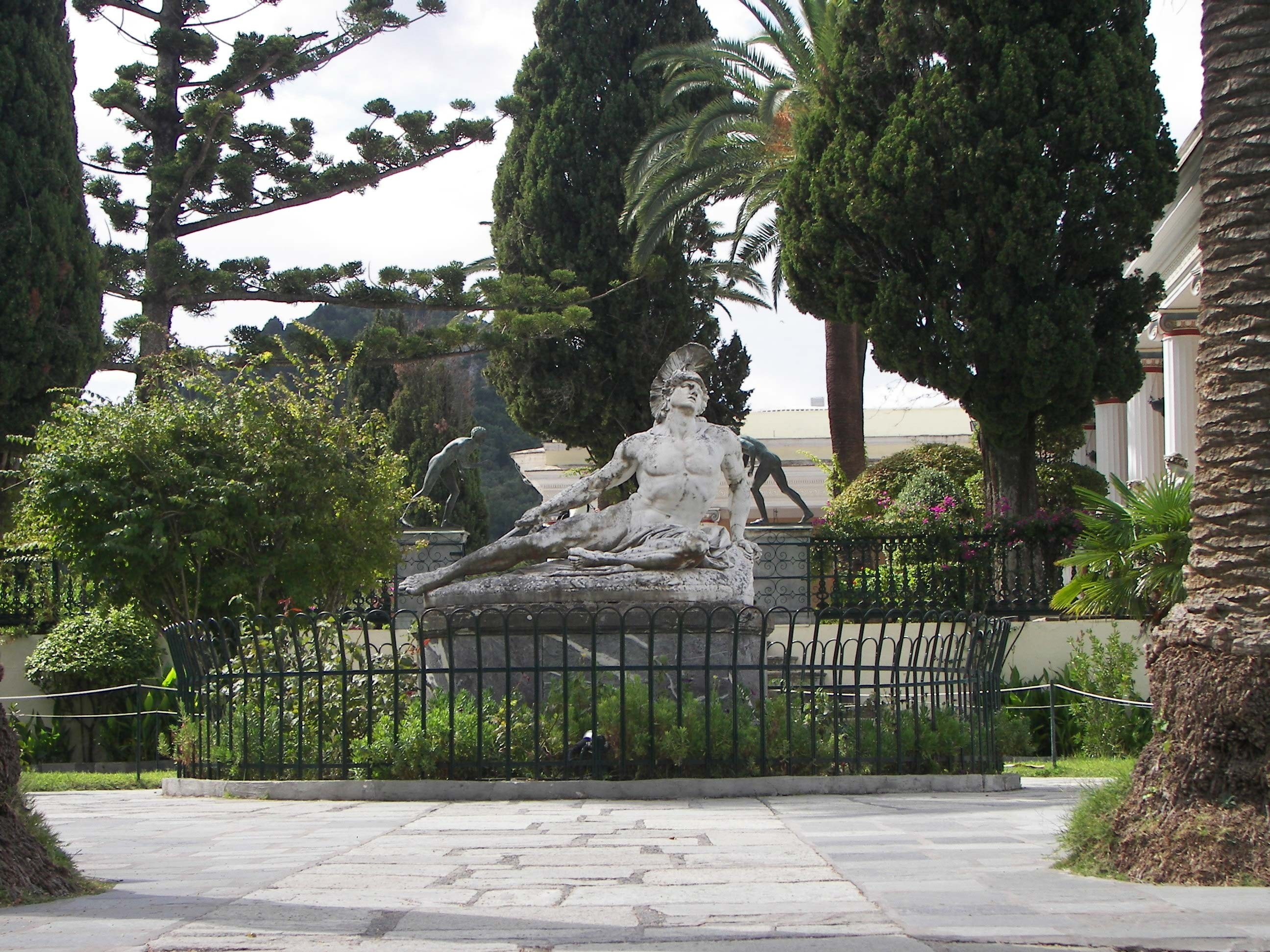
Sterbender Achill von Ernst Herter, 1884 (vor der Terrasse)
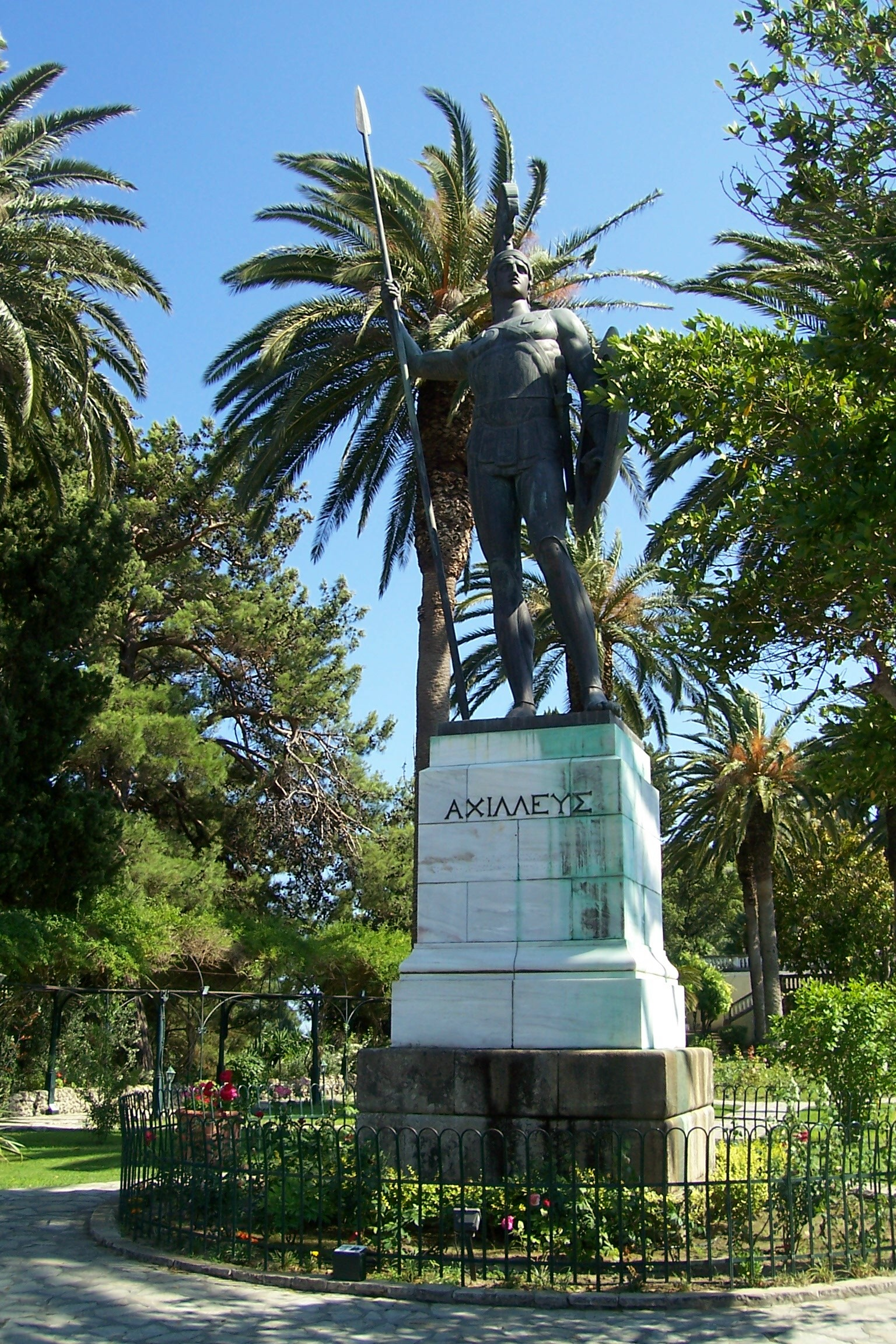
Siegreicher Achill von Johannes Götz, 1909 (Seeseite im Garten)
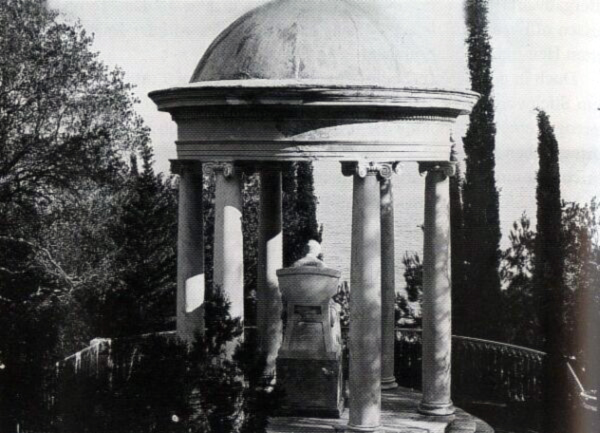
Monopteros noch mit Heine-Denkmal, das Wilhelm II. durch eine Statue der Kaiserin Elisabeth ersetzen ließ
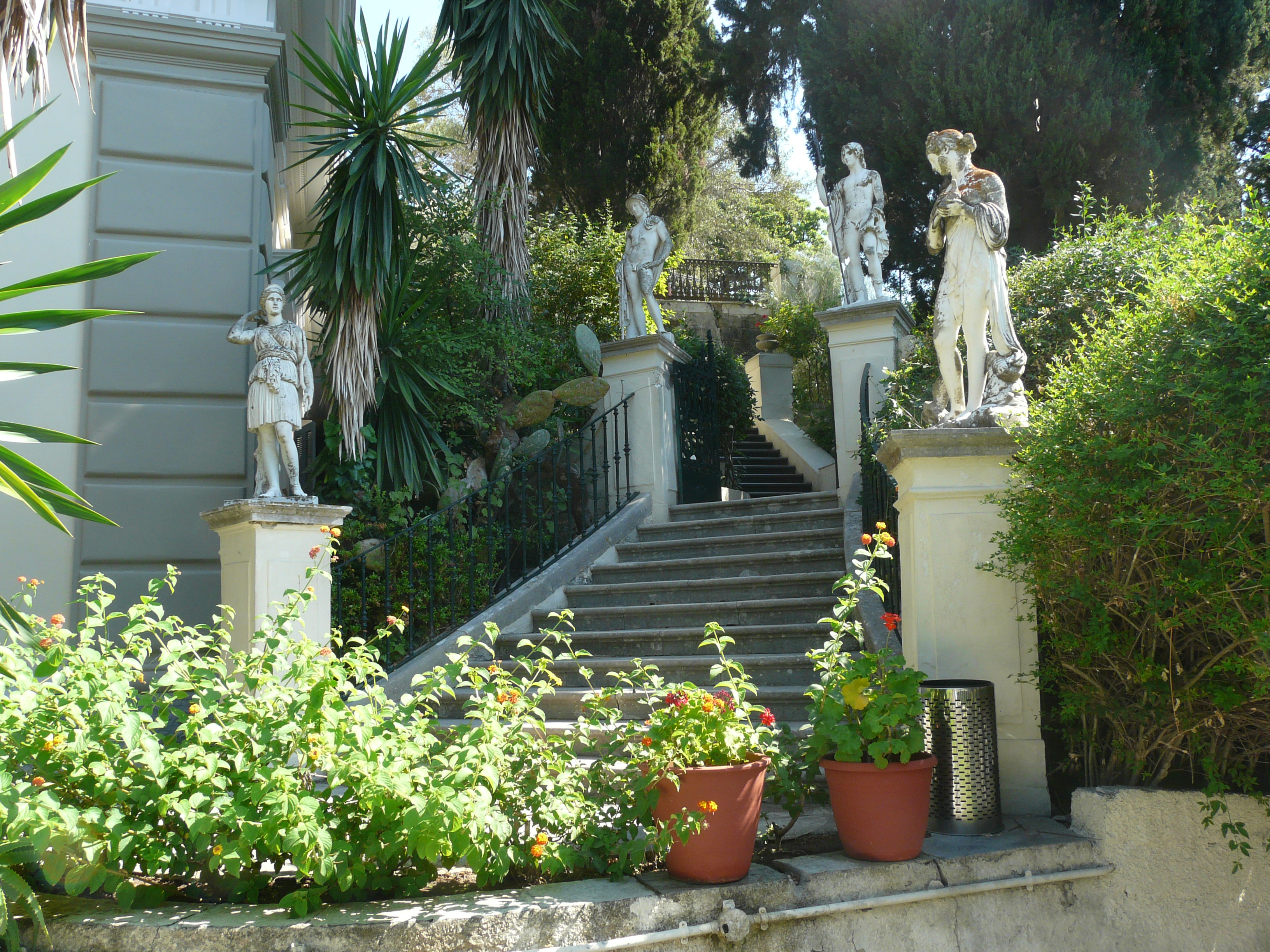
Treppe zum Garten mit vier Statuen olympischer Götter: Artemis, Hermes, Apollon, Aphrodite (von links)

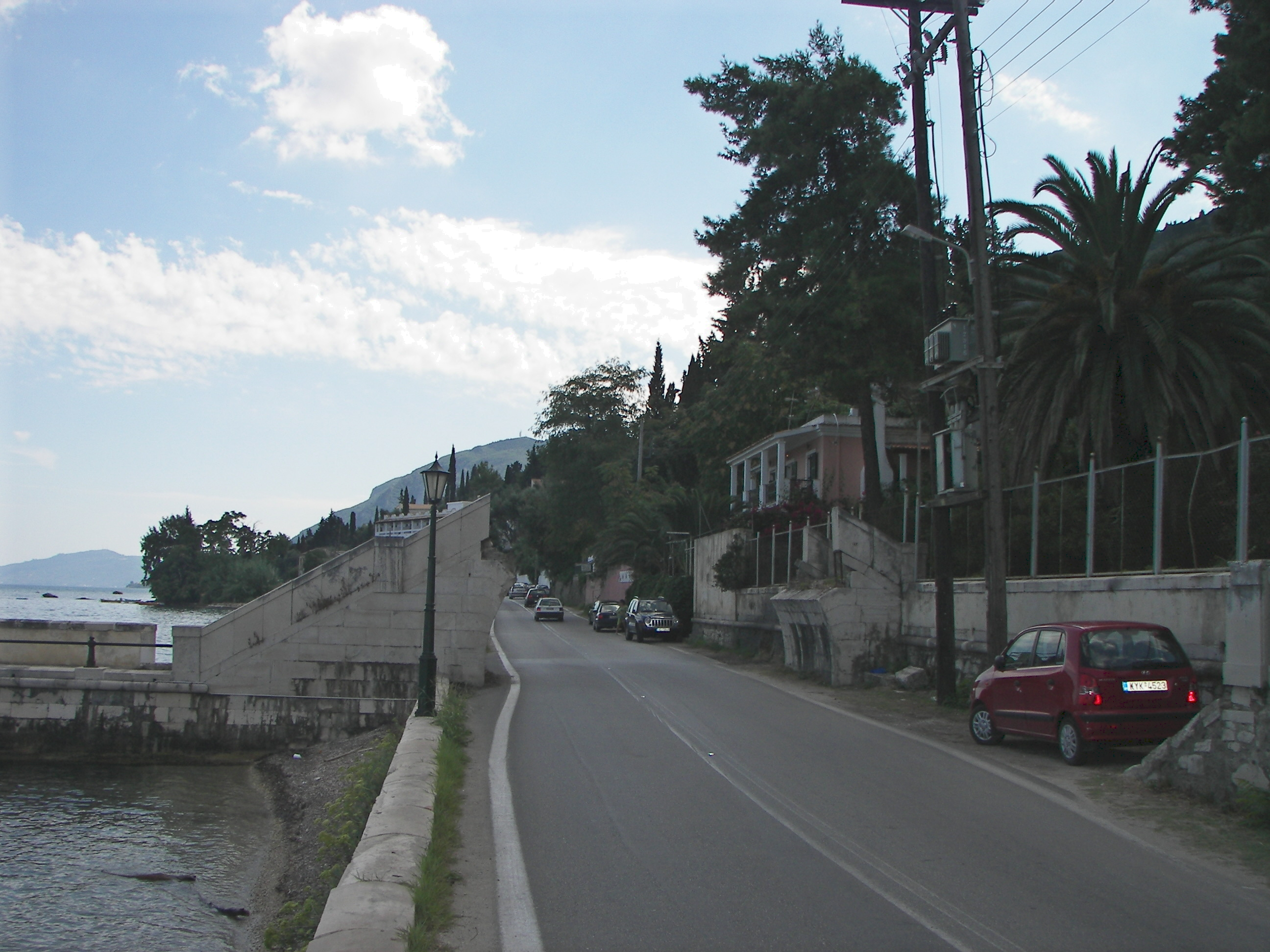
Reste der Kaiser’s Bridge

Während des Ersten Weltkrieges wurden die Gebäude des Achilleion von der französischen und serbischen Armee als Lazarett genutzt. Nach dem Krieg wurde es auf der Grundlage des Versailler Vertrages griechisches Eigentum.
Früher war das Gartengelände über eine Brücke mit dem Strand und der eigenen Anlegestelle für das Achilleion verbunden. Im Zweiten Weltkrieg war die Insel ab April 1941 von italienischen Truppen besetzt.
Nach dem Seitenwechsel Italiens entwaffneten im September 1943 Wehrmacht-Truppen italienische Truppen und übernahmen deren Stellungen (Fall Achse). Die auf Korfu stationierten italienischen Truppen (und auch die auf Kefalonia) leisteten Widerstand, bevor sie schließlich kapitulierten. Das Achilleion diente der deutschen Besatzungsmacht als Hauptsitz. Die Brücke wurde zerstört, um großen Fahrzeugen Platz zu machen. Die Reste der „Kaiser’s Bridge“ und die ehemalige Anlegestelle der königlichen Schiffe sind noch heute an der Küstenstraße etwa 5 km südlich von Korfu-Stadt zu besichtigen.

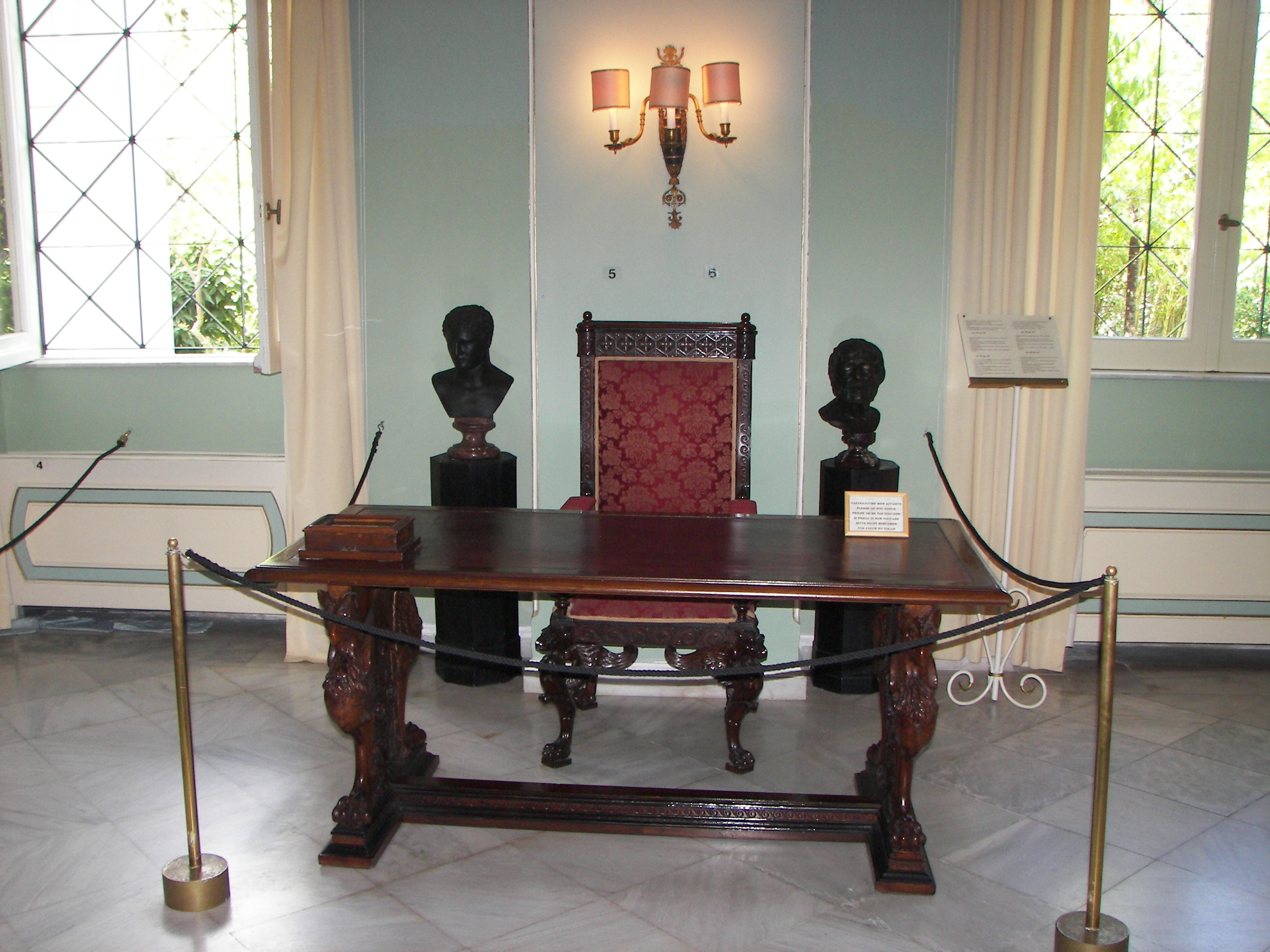
Elisabeths Schreibtisch
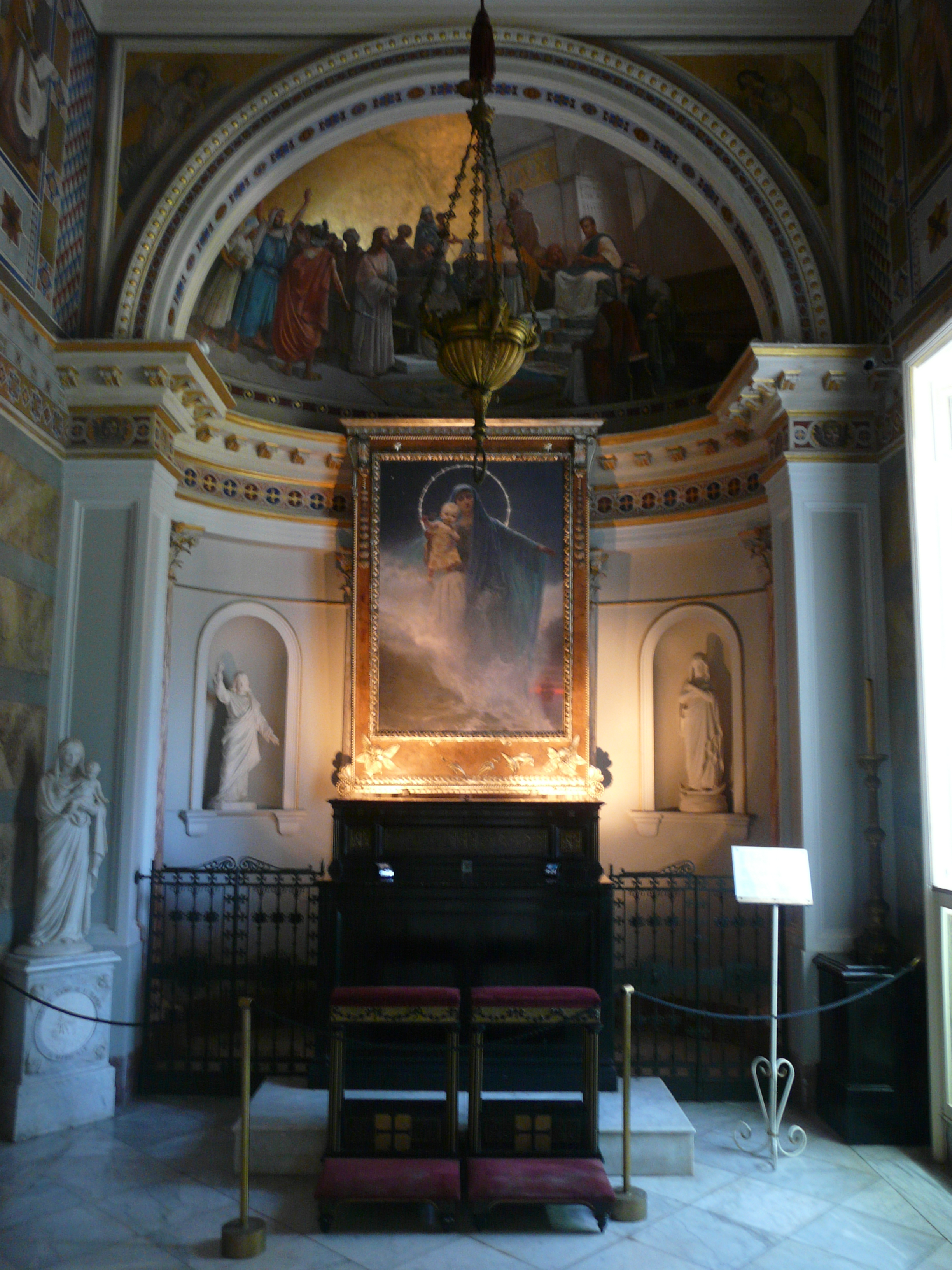
Elisabeths Kapelle
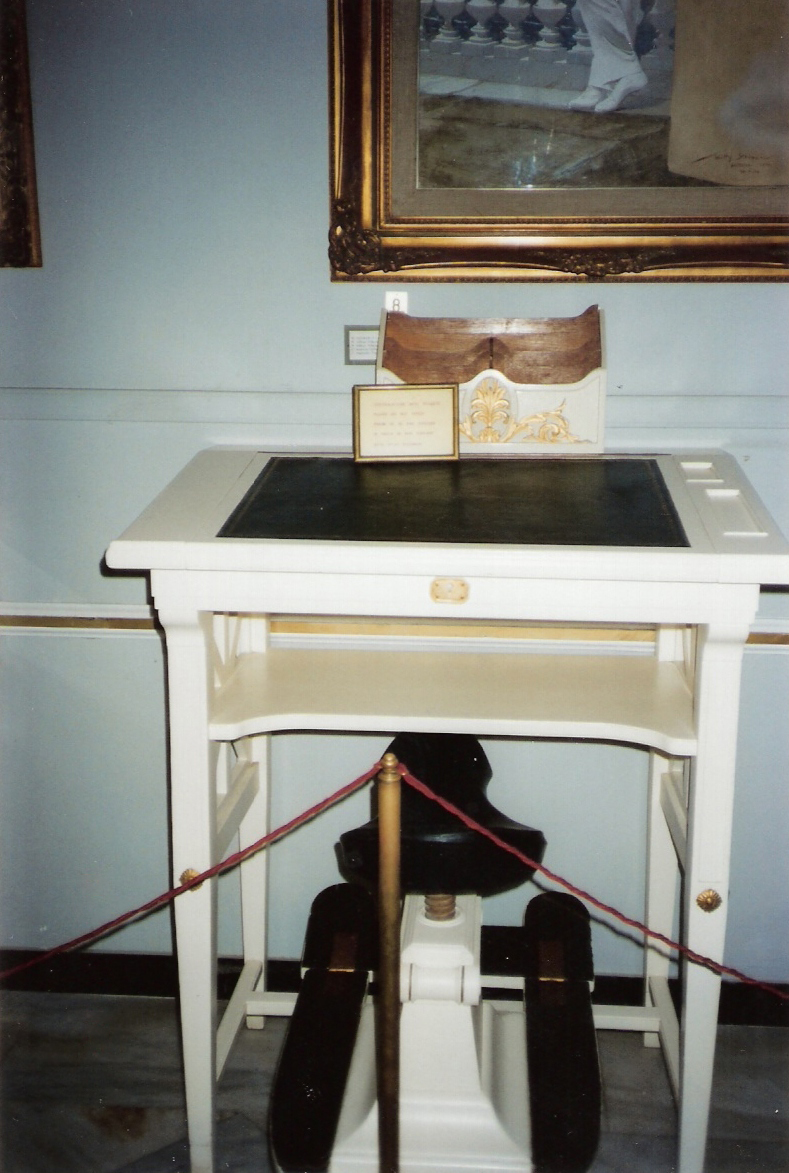
Umgebauter Sattel und Schreibtisch Kaiser Wilhelms
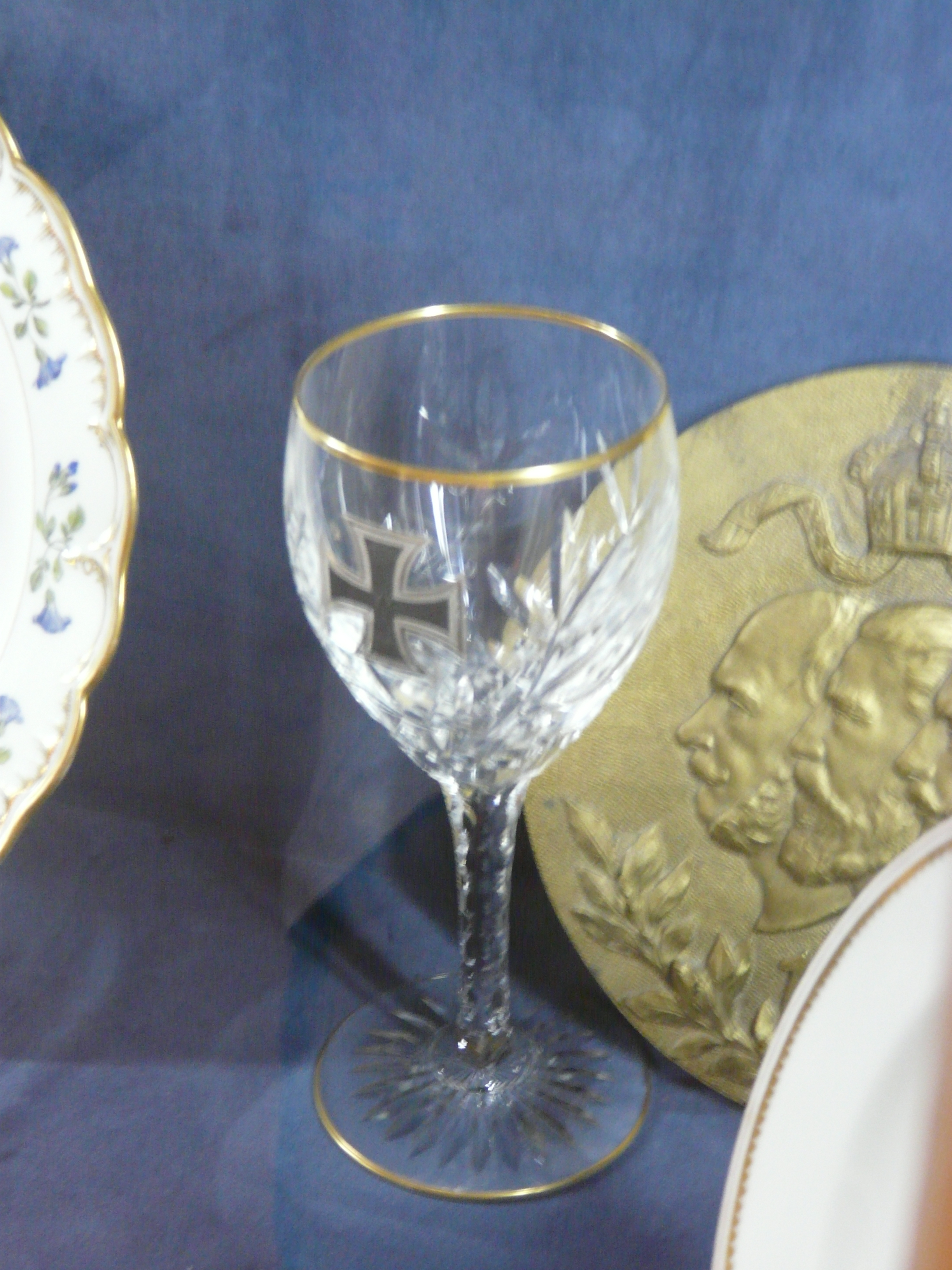
Tafelgeschirr der neuen Ausstattung unter Kaiser Wilhelm

Nach dem Krieg fiel es wieder an den griechischen Staat zurück, der es als Kindergarten nutzte. Im Jahr 1962 wurde es an ein Privatunternehmen verpachtet, welches das Erdgeschoss zu einem Museum und den ersten Stock zu einem Spielcasino umbaute. 1983 wurde es wieder vom griechischen Staat übernommen. Am 24. und 25. Juni 1994 war das Achilleion Tagungsort eines EU-Gipfels. Das Achilleion gilt als eine der Hauptsehenswürdigkeiten Korfus für Touristen.

## Ereignisse
- Im Casino und auf der Gartenterrasse des Palastes wurden im September 1980 Szenen des zwölften James-Bond-Filmes In tödlicher Mission (For Your Eyes Only) gedreht.
- Im Rahmen des griechischen EU-Ratsvorsitzes tagten am 24. und 25. Juni 1994 die EU-Regierungschefs im Achilleion.[15] Hier wurde der Beitritt Österreichs, Schwedens, Finnlands und Norwegens zur Europäischen Union unterzeichnet.[16]
- Im Achilleion fand am 12. und 13. Mai 2003 ein informelles Treffen der EU-Landwirtschaftsminister statt.[17]
- Am 27. und 28. Juni 2009 fand ein informelles Treffen der Außenminister der EU (OSZE) dort statt. Es galt als „Startschuss“ des Korfu-Prozesses der OSZE (Wiederherstellung von Vertrauen in der europäischen Sicherheitspolitik).[18]
- 2012 zeigte das Hofmobiliendepot in Wien aus Anlass von Elisabeths 175. Geburtstag vom 26. September 2012 bis 27. Januar 2013 die Ausstellung Sisi auf Korfu.[19]
- 2024 ist wegen Renovierung nur der Außenbereich zugänglich.[20]